# Chiotic
Chiotic är en ort i Mexiko.   Den ligger i kommunen Chamula och delstaten Chiapas, i den sydöstra delen av landet, 700 km öster om huvudstaden Mexico City. Chiotic ligger 1 782 meter över havet och antalet invånare är 718.
Terrängen runt Chiotic är huvudsakligen lite bergig. Chiotic ligger nere i en dal. Runt Chiotic är det tätbefolkat, med 530 invånare per kvadratkilometer. Närmaste större samhälle är San Cristóbal de las Casas, 13,0 km söder om Chiotic. Omgivningarna runt Chiotic är en mosaik av jordbruksmark och naturlig växtlighet.